# Dimère de pyrimidine

Formation d'un dimère de pyrimidine dans la double hélice d'ADN.

Exemple de photoproduit 6,4 (à gauche) et de dimère cyclobutylique de pyrimidine (à droite).

Un dimère de pyrimidine est une lésion moléculaire de l'ADN résultant d'une réaction photochimique entre des résidus de thymine ou de cytosine adjacents. La lumière ultraviolette induit la formation de liaisons covalentes par des réactions impliquant les doubles liaisons C=C. Dans l'ARN bicaténaire, des dimères d'uracile peuvent également s'accumuler sous l'effet d'un rayonnement ultraviolet. Deux produits fréquents d'une exposition aux ultraviolets sont les dimères cyclobutyliques de pyrimidine — dits CPD, dont les dimères de thymines — et les photoproduits 6,4. Ces lésions prémutagènes altèrent la structure de l'ADN, ce qui a pour effet d'inhiber les polymérases et de bloquer la réplication de l'ADN. Ces dimères peuvent être réparés par une photolyase ou par excision de nucléotides ; les dimères non réparés sont mutagènes.
Un dimère cyclobutylique de pyrimidine contient un cycle à quatre atomes de carbone résultant de l'ouverture de deux doubles liaisons C=C de pyrimidines adjacentes. De tels dimères interfèrent avec l'appariement des bases lors de la réplication, ce qui conduit à des mutations. Les photoproduits 6,4, ou 6,4 pyrimidine-pyrimidones, surviennent avec une fréquence d'environ un tiers de celle des dimères cyclobutyliques (CPD) mais sont davantage mutagènes. La SP lyase (en) est une enzyme permettant de réparer ce type de lésions.
Les polymérases translésionnelles introduisent fréquemment des mutations au niveau des dimères de pyrimidine, aussi bien chez les procaryotes que chez les eucaryotes. Bien que les dimères de thymine soient les lésions les plus fréquemment produites par les ultraviolets, les polymérases translésionnelles ont tendance à introduire des résidus d'adénine, ce qui fait que les dimères de thymine sont souvent répliqués correctement. A contrario, les résidus de cytosine impliqués dans un dimère cyclobutylique tendent à être désaminés, ce qui provoque une transition d'une cytosine vers une thymine.